# Maria Aparecida Cardoso
Maria Aparecida Cardoso, meglio nota come Cida (Descalvado, 6 marzo 1930), è un'ex cestista brasiliana.
È la sorella di Maria Helena Cardoso e la madre di Cadum.

## Carriera
Con il Brasile ha disputato i Campionati del mondo del 1953 e i Giochi panamericani di Città del Messico 1955.